# Hermann Spillecke
Hermann Spillecke (* 15. Mai 1924 in Homberg; † 5. Mai 1977 in Bonn) war ein deutscher Pädagoge und Politiker (SPD).

## Leben und Beruf
Nach dem Besuch der Volksschule bildete Spillecke sich an einer Lehrerbildungsanstalt und an der Pädagogischen Akademie Wuppertal fort. 1943/44 nahm er als Soldat am Zweiten Weltkrieg teil. Im Mai 1944 trat er in den Schuldienst der Stadt Duisburg ein. Er wurde 1956 Hauptlehrer und war seit 1958 Rektor einer Schule in Duisburg-Bissingheim.

## Partei
Spillecke schloss sich 1945 der SPD an. Er war Vorsitzender von 1961 bis 1977 des SPD-Unterbezirkes Duisburg und Vorstandsmitglied des SPD-Bezirkes Niederrhein.

## Abgeordneter
Spillecke war von 1956 bis 1969 Ratsmitglied der Stadt Duisburg und seit 1961 Mitglied der Landschaftsversammlung Rheinland. Er wurde 1962 in den Nordrhein-Westfälischen Landtag gewählt, dem er bis zu seiner Mandatsniederlegung am 7. Oktober 1965 angehörte. Dem Deutschen Bundestag gehörte er von 1965 bis zu seinem Tode an. Im Parlament vertrat er den Wahlkreis Duisburg II. 1977 war er zudem Mitglied des Europäischen Parlamentes.

## Öffentliche Ämter
Spillecke amtierte von Juli 1957 bis 1969 als Bürgermeister der Stadt Duisburg.

## Ehrungen
- 1973: Verdienstkreuz am Bande der Bundesrepublik Deutschland[2]
- Nach ihm ist die Hermann-Spillecke-Straße in Duisburg-Huckingen benannt.